# Амфіболи
Амфібо́ли — супергрупа породотвірних мінералів класу силікатів однакової кристалохімічної будови, аніонний радикал яких є стрічковим.

## Загальний опис
Загальна формула AB2C5(T8O22)W2, де A = *, Na, K, Ca, Pb, Li (* означає вакансію); B = Na, Ca, Mn2+, Fe2+, Mg, Li; C = Mg, Fe2+, Mn2+, Al, Fe3+, Mn3+, Ti4+, Li; T = Si, Al, Ti4+, Be; W = (OH), F, Cl, O2–.
За хімічним складом це кремнекисневі сполуки магнію, заліза, кальцію, іноді алюмінію і лугів.
Мінерали родини амфіболів кристалізуються в моноклінній і ромбічній сингоніях; кристали здебільшого витягнуті, мають призматичний, веретеноподібний або голчастий вигляд; чорні, зелені, бурі або безбарвні; твердість 5—6; питома вага 2.9—3.6 Н/м3.
Виділяються підгрупи:
- 1) ромбічна — антофіліт,
- 2) моноклінна — тремоліт, актиноліт, рогова обманка.

Амфіболи входять до складу порід: сієнітів, діоритів, габро-амфіболітів, амфіболових сланців та ін.
За генезисом амфіболи переважно метаморфічні гірські мінерали.
На території України амфіболовий азбест відомий в залізорудному Криворізькому басейні. Амфіболові породи поширені на території Українського кристалічного щита.

## Різновиди
Розрізняють:
- амфіболи кальцієво-магнезіально-залізисті (зайва назва актиноліту);
- амфіболи літіїсті (загальна назва амфіболів, які містять літій);
- амфіболи лужні (амфіболи, до складу яких входять катіони лужних металів);
- амфіболи моноклінні (амфіболи, які кристалізуються у призматичному вигляді моноклінальної сингонії; серед них виділяється кілька ізоморфних рядів мінералів);
- амфіболи орторомбічні (те саме, що амфіболи ромбічні);
- амфіболи променисті (амфіболи, які утворюють променисті та голчасті агрегати — тремоліт, актиноліт);
- амфіболи ромбічні (амфіболи, які кристалізуються в ромбо-дипірамідальному виді ромбічної сингонії; серед них виділяють ряд антофіліт-жедриту та холмквіститу);
- амфіболи хромисті (лужні амфіболи з родовищ Туреччини, які містять 4,68 % Cr2O3);
- Амфібол-азбест — тонковолокнисті мінерали групи амфіболів.